# Лизогуб Дмитро Андрійович
Дмитро́ Андрі́йович Лизогу́б (29 липня (10 серпня) 1849 — 10(22) серпня 1879) — революціонер-народник, один з організаторів політичного тероризму в Російській імперії.

## Біографія
Дмитро Андрійович Лизогуб народився на Чернігівщині в родині багатих землевласників, які належали до українського роду Лизогубів. Старший брат Федора Лизогуба. Їхній батько Андрій Іванович Лизогуб був добрим знайомим Тараса Шевченка. Поет двічі — 1846 і 1847 року (ще до народження Дмитра та Федора) — гостював у маєтку Лизогубів, створив рисунки та портрети Лизогуба-старшого.
У 1865—1868 роках Дмитро навчався у Франції в коледжі Монпельє. Повернувшись на батьківщину, склав іспити за курс гімназії в Катеринославі (нині Дніпро) і вступив до Петербурзького університету. 1874 року покинув навчання і включився в революційну боротьбу.
У Києві Лизогуб увійшов до гуртка Льва Дейча та Івана Фесенка. Восени 1876 року став одним з організаторів таємного товариства «Земля і воля». Наприкінці 1877 року приїхав до Києва і вступив до терористичної організації Валер'яна Осинського (від 1878 року — «Виконавчий комітет соціально-революційної партії»).
Лизогуб особисто не брав участі в акціях зі смертельним результатом. Вважався «фінансистом тероризму в Росії». Гроші для здійснення терактів тримав за кордоном і видавав їх через управителя своїх родових маєтків В. Дрига.
Лизогуба заарештували у вересні 1878 року в Одесі. За зізнанням В. Дрига, Лизогуб витратив на фінансування терактів до 185—250 тисяч рублів. Від 6 серпня до 19 вересня 1879 року проходило засідання Одеського військово-окружного суду («Процес 28-ми»). Суд визнав Лизогуба та його товаришів Сергія Чубарова, Йосипа Давиденка та миколаївських терористів групи Соломона Віттенберга винним у підготовці замаху на царя і засудив їх та Івана Логовенка до смерті.
Лизогуб відмовився від прохання про помилування і разом з Йосипом Давиденком і Сергієм Чубаровим був повішений біля Одеси на Скаковому полі (Валер'яна Осинського стратили дещо раніше — в травні цього ж року в Києві). Після страти був похований на Карантинному кладовищі міста Одеси (територія сучасного парку Шевченка).
Особистістю Лизогуба зацікавилися тогочасні російські письменники. Лев Толстой написав про нього оповідання «Боже та людське» (рос. «Божеское и человеческое»). У революційних колах Лизогуб мав репутацію людини ідеальної моралі, «святого революції». Сучасних росіян цікавила особистість Дмитра Лизогуба, і він надихнув Толстого на написання забороненої за царської доби повісті «Божественне і людське».